# 창원 이승만 전대통령 별장 및 정자
창원 이승만 전대통령 별장 및 정자(昌原 李承晩 前大統領 別莊 및 亭子)는 대한민국 경상남도 창원시 진해구 현동, 진해 해군기지 내에 있는 건물이다. 1990년 1월 16일 경상남도의 유형문화재 제265호로 지정되었다.

## 현지 안내문
진해의 해군통제부 내에 있는 건물로 어떤 용도로 지어졌는지 정확히 알 수는 없으나 일제시대에 일본군 통신대가 사용하였다고 한다. 해방 이후 해군에서 건물을 인수하여 수리한 후 이승만 대통령의 별장으로 사용하였다. 1979년에 수리하여 현재에 이르고 있다.
별장은 집무실 겸 응접실·침실·경호실과 기타 부속실로 구성된 ㄱ자형 건물로 지붕은 옆면이 여덟 팔(八)자로 가장 화려한 팔작지붕이다. 이곳은 한식의 구조와 양식의 외관을 갖춘 곳으로 한식과 양식을 절충한 모습을 보여주는 건물이다.
별장에서 조금 떨어진 곳에 육각형의 작은 정자가 있는데 나무로 짜여져 있으며, 지붕은 갈대로 덮었다.
육각정은 1949년에 이승만 대통령과 장개석 총통이 태평양 동맹결성을 위한 예비회담 개최를 필리핀 대통령에게 제의한 곳으로 의의가 있다.

## 같이 보기
- 이승만

## 참고 자료
- 창원 이승만 전대통령 별장 및 정자 - 국가유산청 국가유산포털